# 气旋穆查
气旋摩卡是2023年北印度洋气旋季的一部分，Mocha的名字由也门提供，意为知名的咖啡中转地，但有时被翻译成“穆查”或误译为“抹茶”。

## 气象历史
5月7日，一个热带扰动在安达曼-尼科巴群岛中央直辖区西南部海面生成，随后往南偏东移动。
5月8日早上4点，该热带扰动向西偏北侧移动。
5月10日早上8点，该热带扰动向北移动。
5月11日上午9時，聯合颱風警報中心將其升格為熱帶風暴，並給予熱帶氣旋編號01B。中午12時，印度氣象局將其升格為氣旋風暴，並命名為摩卡（Mocha）。晚間11時，印度氣象局將其升格為強烈氣旋風暴。 
5月12日上午9時，聯合颱風警報中心將其升格為一級熱帶氣旋。上午11時，印度氣象局將其升格為特強氣旋風暴。晚間9時，聯合颱風警報中心將其升格為二級熱帶氣旋。
5月13日凌晨3時，聯合颱風警報中心將其升格為三級熱帶氣旋。上午7時，印度氣象局將其升格為極強氣旋風暴。上午9時，聯合颱風警報中心將其升格為四級熱帶氣旋。
5月14日上午9時，聯合颱風警報中心將其升格為五級熱帶氣旋。下午3時，聯合颱風警報中心將其降格為四級熱帶氣旋。晚間9時，聯合颱風警報中心將其降格為三級熱帶氣旋。晚間11時，印度氣象局將其降格為特強氣旋風暴。
5月15日凌晨3時，聯合颱風警報中心將其直接降格為熱帶風暴。凌晨4時，印度氣象局將其降格為強烈氣旋風暴。

## 防灾措施和影响

### 缅甸
中国驻缅甸大使馆表示，在缅甸境内的中华人民共和国公民应注意好防范超强热带气旋“抹茶”的登陆。
根据缅甸政府，气旋摩卡造成至少460人死亡，大部分是罗兴亚人。

### 孟加拉国
至5月14日，约127万居民撤离科克斯巴扎尔，约10万人撤离吉大港。

### 中國
中國国家气象中心表示，由於雲南和西藏等西南省份特別是橫斷山脈和喜馬拉雅山脈東部存在山洪暴發，泥石流和山體滑坡的風險。作為回應，國家防汛抗旱指揮部啟動了四級回應，這是對洪水的最低回應級別。